# Francisco de Paula Verea y González
Francisco de Paula Verea y González de Hermosillo (Guadalajara, Nueva Galicia, 13 de diciembre de 1813 - Cuyoaco, Puebla, 4 de mayo de 1884) fue obispo de la diócesis de Linares y de la diócesis de Tlaxcala.

## Semblanza biográfica
Obtuvo una licenciatura y un doctorado en Leyes en 1835. Se ordenó sacerdote en 1837. Fue elegido obispo de Linares el 2 de junio de 1853 y consagrado el 13 de noviembre del mismo año. Ejerció el cargo durante veintiséis años. Durante este tiempo inició la construcción del templo de Nuestra Señora del Roble. Se opuso a la promulgación de la Constitución Federal de los Estados Unidos Mexicanos de 1857. Por tal motivo se exilió del país en Texas.
Al regresar a su diócesis, abrió escuelas parroquiales, el Colegió de Niñas y ordenó construir diversas iglesias. Fue nombrado obispo de Tlaxcala el 16 de septiembre de 1879, tomó posesión de esta diócesis el 23 de enero de 1880. Murió el 4 de mayo de 1884.